# 나카마치 고스케
나카마치 고스케(일본어: 中町 公祐, 1985년 9월 1일 ~ )는 일본의 축구 선수이다.

## 구단 경력
그는 2004년부터 2018년까지 J리그의 쇼난 벨마레, 아비스파 후쿠오카, 요코하마 F. 마리노스에서 활동하였다.